# Catedral de la Inmaculada Concepción (Colón)
La Catedral de la Inmaculada Concepción o bien Catedral de Colón y más formalmente llamada Catedral de la Inmaculada Concepción de María es el nombre que recibe un edificio religioso que pertenece a la Iglesia Católica, y que se ubica en la ciudad de Colón al norte de Panamá.
Sigue el rito latino o romano y es la sede de la circunscripción de la diócesis de Colón-Kuna Yala (en latín: Columbensis-Kunayalensis ) creada el 13 de junio de 1997 y que depende de la provincia eclesiástica de Panamá.